# Rod Derline
Rodney G. Derline, detto Rod (Elma, 11 marzo 1952), è un ex cestista statunitense, professionista nella NBA.

## Carriera
Venne selezionato dai Seattle SuperSonics al decimo giro del Draft NBA 1974 (169ª scelta assoluta).